# Stazione di Bond Street
La stazione di Bond Street è una fermata ferroviaria del Crossrail, ubicata a Mayfair, quartiere del West End di Londra, nella Città di Westminster.

## Storia
Tra il 2009 e il 2022, nell'ambito del Progetto Crossrail, è stata costruita questa nuova stazione nei pressi della stazione della metropolitana omonima.
Originariamente prevista per il 2018, l'apertura dell'intera sezione della ferrovia è stata più volte ritardata (nel corso del 2020 anche per via della corrente epidemia di COVID-19).
La ferrovia è diventata operativa dal 24 maggio del 2022, ma Bond Street non ha aperto con il resto delle stazioni della linea del centro di Londra, a causa di problematiche relative agli scavi risalenti già al 2014.
I vari ritardi hanno fatto sì che i lavori di costruzione della stazione superassero il budget di circa 500 milioni di sterline.
La stazione è stata inaugurata il 24 ottobre 2022 dal Sindaco di Londra, Sadiq Khan.

## Impianti e infrastrutture
Due biglietterie sono state costruite a Davies Street e Hanover Square; queste si vanno aggiungere agli ingressi già esistenti della stazione della metropolitana.
Tra gli architetti che hanno partecipato al progetto della stazione figurano John McAslan e Lifschutz Davidson Sandilands.

## Movimento
È servita dal servizio della Elizabeth Line, per una frequenza media di 3,75 min ogni treno.

## Interscambio
La stazione costituisce un importante interscambio con la stazione della metropolitana di Bond Street, servita dalle linee Central e Jubilee della metropolitana di Londra. Inoltre, benché la stazione di Bond Street non sia direttamente collegata alle linee Bakerloo e Victoria della metropolitana, l'uscita su Hanover Square della stazione di Bond Street dista solo 250 m dalla stazione della metropolitana di Oxford Circus ed è consentito l'interscambio fuori stazione.
Nelle vicinanze della stazione effettuano fermata numerose linee urbane automobilistiche, gestite da London Buses.
- Fermata metropolitana (stazione di Bond Street, linee Central e Jubilee, e Oxford Circus, linee Bakerloo e Victoria)
- Fermata autobus